# Folkeaksjonen nei til mer bompenger
Den här artikeln är helt eller delvis baserad på material från norska Wikipedia (bokmål/riksmål), Folkeaksjonen nei til mer bompenger, 29 april 2021.
Folkeaksjonen nei til mer bompenger (FNB) är ett norskt politiskt parti som grundades 2014 i Stavanger. Partiet grundades av Frode Myrhol, som varit partiledare sedan grundandet och var partiets förstanamn i kommunvalet 2015 i Stavanger.
Partiet grundades som en proteströrelse mot de nya vägutgifterna som föreslagits införas i regionen under hösten 2014. Efter införandet av vägavgifterna i Rogaland fylke, blev rörelsen ett officiellt politiskt parti med samma namn. Redan året därpå ställde partiet upp i valet i Stavanger, och fick där 3 mandat i kommunestyret. Steget därefter var att partiet samlade ihop tillräckligt många namnunderskrifter för att registrera sig som politiskt parti på nationell nivå. I augusti 2018 nåddes detta mål och partiet blev registrerade i det norska Partiregistret.
FNB:s huvudsyfte är att avskaffa vägavgifter som medel för att finansiera infrastruktur. Partiet menar att detta är ett statligt uppdrag som således behöver finansieras av statsbudgeten. Att lägga det på kommunerna strider enligt FNB på den grundläggande modellen om ett välfärdssamhälle som Norge är byggt på. Partiet har också uttalat sig negativt till egendomsskatter och vindkraftverk på land.

## Valresultat
Vi kommun- och fylkesvalet ställde partiet upp med listor i 11 kommuner och fick sammanlagt 65 300 röster och 51 kommunstyrelserepresentanter. 
| Kommun    | Röster | %    | Mandat |
| --------- | ------ | ---- | ------ |
| Alver     | 3 440  | 22,1 | 10     |
| Askøy     | 1 149  | 8,0  | 3      |
| Bergen    | 25 053 | 16,7 | 11     |
| Klepp     | 519    | 5,5  | 2      |
| Porsgrunn | 465    | 2,7  | 1      |
| Oslo      | 21 346 | 5,8  | 4      |
| Sandnes   | 3 368  | 9,1  | 5      |
| Skien     | 557    | 2,2  | 1      |
| Sola      | 1 335  | 10,1 | 4      |
| Stavanger | 6 612  | 9,2  | 6      |
| Øygarden  | 1 456  | 8,0  | 4      |

Partiet ställde också upp i 5 fylken där de fick 85 904 röster och 17 fylkestingsrepresentanter.
| Fylke                | Röster | %   | Mandat |
| -------------------- | ------ | --- | ------ |
| Oslo                 | 21 346 | 5,8 | 4      |
| Rogaland             | 14 066 | 6,4 | 3      |
| Vestfold og Telemark | 2 957  | 1,5 | 1      |
| Vestland             | 28 236 | 9,1 | 6      |
| Viken                | 19 299 | 3,5 | 3      |